# Characodon audax
The bold characodon (Characodon audax) là một loài cá thuộc họ Goodeidae là đặc hữu của México.